# بل ۴۰۰
بل ۴۰۰ (به انگلیسی: Bell 400) یک بالگرد ساختِ کارخانهٔ بل هلیکوپتر در کشور ایالات متحده آمریکا و کانادا است. این بالگرد برای نخستین بار در ۴ آوریل ۱۹۸۴ میلادی مورد استفاده قرار گرفت.